# Dysdera kugitangica
Dysdera kugitangica är en spindelart som beskrevs av Peter Mikhailovitch Dunin 1992. Dysdera kugitangica ingår i släktet Dysdera och familjen ringögonspindlar.
Artens utbredningsområde är Turkmenistan. Inga underarter finns listade i Catalogue of Life.